# Taiwanoppia calva
Taiwanoppia calva är en kvalsterart som först beskrevs av Warburton 1912.  Taiwanoppia calva ingår i släktet Taiwanoppia och familjen Oppiidae. Inga underarter finns listade i Catalogue of Life.